# Prosopogryllacris japonica
Prosopogryllacris japonica är en insektsart som först beskrevs av Matsumura, S. och Tokuichi Shiraki 1908.  Prosopogryllacris japonica ingår i släktet Prosopogryllacris och familjen Gryllacrididae. Inga underarter finns listade i Catalogue of Life.